# 메르세데스-벤츠 EQE SUV
메르세데스-벤츠 EQE SUV(영어: Mercedes-Benz EQE SUV)는 2022년 10월 16일에 공개된 순수 전기 SUV이다.